# Liste der Länderspiele der Fußballnationalmannschaft von Niederländisch-Indien
Die nachfolgende Liste enthält alle Länderspiele der ehemaligen Fußballnationalmannschaft von Niederländisch-Indien der Männer. Die Fußballnationalmannschaft von Niederländisch-Indien war die Fußballnationalmannschaft der, im Jahr 1949 in die Unabhängigkeit entlassenen niederländischen Kolonie Niederländisch-Indien, auch Niederländisch-Ostindien genannt. Nach der Gründung des Fußballverbandes von Niederländisch-Indien, Nederlandsch Indische Voetbal Bond (NIVB) im Jahr 1919, bestritt die Fußballnationalmannschaft von Niederländisch-Indien ihr erstes offizielles Länderspiel am 13. Mai 1934 im Rahmen der Far Eastern Games gegen Japan. Im Jahr 1935 löste sich der NIVB auf, kurze Zeit später wurde jedoch mit dem Nederlandsch Indische Voetbal Unie (NIVU) ein neuer Fußballverband gegründet, welcher im Jahr 1938 in die FIFA aufgenommen wurde. Insgesamt wurden fünf Länderspiele ausgetragen.

## Länderspielübersicht
Legende
- Erg. = Ergebnis
- n. V. = nach Verlängerung
- i. E. = im Elfmeterschießen
- abg. = Spielabbruch
- H = Heimspiel
- A = Auswärtsspiel
- * = Spiel auf neutralem Platz
- Hintergrundfarbe grün = Sieg
- Hintergrundfarbe gelb = Unentschieden
- Hintergrundfarbe rot = Niederlage

| Nr. | Datum        | Erg. | Gegner         |   | Austragungsort                         | Anlass                           | Bemerkung |
| --- | ------------ | ---- | -------------- | - | -------------------------------------- | -------------------------------- | --- |
| 1   | 13.05.1934   | 7:1  | Japan          | * | Manila (PHI), Rizal Memorial Stadium   | Far Eastern Games 1934           | Erstes Spiel auf neutralem Platz Erster Sieg Höchster Sieg Erstes Tor durch Ludwich Jahn Erstes Länderspiel gegen Japan |
| 2   | 14.05.1934 1 | 0:2  | Republik China | * | Manila (PHI), Rizal Memorial Stadium   | Far Eastern Games 1934           | Erste Niederlage Erstes Länderspiel gegen die Republik China                                                            |
| 3   | 19.05.1934   | 2:3  | Philippinen    | A | Manila (PHI), Rizal Memorial Stadium   | Far Eastern Games 1934           | Erstes Auswärtsspiel Erstes Länderspiel gegen die Philippinen                                                           |
| 4   | 05.06.1938   | 0:6  | Ungarn         | * | Reims (FRA), Stade Vélodrome municipal | Weltmeisterschaft 1938- Endrunde | Erstes Länderspiel gegen Ungarn                                                                                         |
| 5   | 26.06.1938   | 2:9  | Niederlande    | A | Amsterdam (NED), Olympisch Stadion     | Freundschaftsspiel               | Länderspiel wird von der FIFA nicht anerkannt Höchste Niederlage Erstes Länderspiel gegen die Niederlande               |

## Statistik
In der Statistik werden nur die offiziellen Länderspiele berücksichtigt.
Legende
- Sp. = Spiele
- Sg. = Siege
- Uts. = Unentschieden
- Ndl. = Niederlagen
- Hintergrundfarbe grün = positive Bilanz
- Hintergrundfarbe gelb = ausgeglichene Bilanz
- Hintergrundfarbe rot = negative Bilanz

### Gegner
| Land           | Kontinentalverband | Sp. | Sg. | Uts. | Ndl. | Torverhältnis |
| -------------- | ------------------ | --- | --- | ---- | ---- | ------------- |
| Republik China | keiner 2           | 1   | 0   | 0    | 1    | 0:2           |
| Japan          | keiner 3           | 1   | 1   | 0    | 0    | 7:1           |
| Niederlande    | keiner 4           | 1   | 0   | 0    | 1    | 2:9           |
| Philippinen    | keiner 5           | 1   | 0   | 0    | 1    | 2:3           |
| Ungarn         | keiner 6           | 1   | 0   | 0    | 1    | 0:6           |
| Gesamt         | Gesamt             | 5   | 1   | 0    | 4    | 11:21         |

### Anlässe
| Anlass                            | Sp. | Sg. | Uts. | Ndl. | Torverhältnis |
| --------------------------------- | --- | --- | ---- | ---- | ------------- |
| Weltmeisterschaft-Endrundenspiele | 1   | 0   | 0    | 1    | 0:6           |
| Far Eastern Games-Spiele          | 3   | 1   | 0    | 2    | 9:6           |
| Freundschaftsspiele               | 1   | 0   | 0    | 1    | 2:9           |
| Gesamt                            | 5   | 1   | 0    | 4    | 11:21         |

### Spielarten
| Spielart                       | Sp. | Sg. | Uts. | Ndl. | Torverhältnis |
| ------------------------------ | --- | --- | ---- | ---- | ------------- |
| Heimspiele (H)                 | 0   | 0   | 0    | 0    | 0:0           |
| Spiele auf neutralem Platz (*) | 3   | 1   | 0    | 2    | 7:9           |
| Auswärtsspiele (A)             | 2   | 0   | 0    | 2    | 04:12         |
| Gesamt                         | 5   | 1   | 0    | 4    | 11:21         |

### Austragungsorte
| Austragungsort | Land        | Sp. | Sg. | Uts. | Ndl. | Torverhältnis |
| -------------- | ----------- | --- | --- | ---- | ---- | ------------- |
| Amsterdam      | Niederlande | 1   | 0   | 0    | 1    | 2:9           |
| Manila         | Philippinen | 3   | 1   | 0    | 2    | 9:6           |
| Reims          | Frankreich  | 1   | 0   | 0    | 1    | 0:6           |
| Gesamt         | Gesamt      | 5   | 1   | 0    | 4    | 11:21         |